# Mnesipenthe diminuta
Mnesipenthe diminuta là một loài bướm đêm trong họ Geometridae.